# Quốc ca Khu tự trị Nenets
Quốc ca Khu tự trị Nenets (tiếng Nga: Гимн Ненецкого автономного округа, Gimn Nenetskogo avtonomnogo okruga, tiếng Nenets: Гимн Ненэцие" автономной округхы) là quốc ca của Khu tự trị Nenets, một chủ thể liên bang của Nga. Nó là một trong những biểu tượng chính thức của Khu tự trị Nenets, cùng với cờ và huy hiệu. Nó được sáng tác bởi Inga Arteyeva, phổ nhạc bởi Tatjjana Artemjva và được chấp nhận chính thức vào ngày 23 tháng 4 năm 2008.

## Lịch sử
Cuộc cạnh tranh để tạo ra quốc ca của Khu tự trị Nenets đã được công bố vào đầu năm 2006. Giai đoạn đầu tiên - việc lựa chọn lời bài hát - đã hoàn thành vào tháng 5 năm 2006. Thơ của nữ thi sĩ Nenets Inga Arteeva  được công nhận là phiên bản hay nhất của phần lời. Tatyana Artemyeva, giáo viên âm nhạc của Trường Nghệ thuật Trẻ em Naryan-Mar, trở thành nhà soạn nhạc của bài quốc ca.
Vào ngày 15 tháng 7 năm 2015, bài quốc ca được hát lần đầu tiên bằng tiếng Nenets.

## Lời

### Tiếng Nga
| Ký tự Cyrill | Latinh hoá | Tiếng Việt |
| --- | --- | --- |
| Поём тебя, Ненецкий округ, Великой России опора! Да здравствует край заполярный, Родимые наши просторы! Надежный форпост нерушимой Единой Российской Державы, Для Родины нашей любимой Источник богатства и славы!              | Pojom tebja, Neneckij okrug, Velikoj Rossii opora! Da zdravstvujet kraj zapoljarný, Rodimýe naši prostory! Nadežný forpost nerušimoj Jedinoj Rossijskoj Deržavy, Dlja Rodiny našej ljubimoj Istočnik bogatstva i slavy!                  | Chúng ta hát về Người, Khu tự trị Nenets, Với sự hỗ trợ của nước Nga vĩ đại! Vùng cực trường tồn, Vết bớt của không gian mở của chúng ta! Một tiền đồn đáng tin cậy không thể phá vỡ Hợp nhất với sức mạnh của nước Nga, Vì quê hương yêu dấu của chúng ta Nguồn của cải và vinh quang!        |
| Припев Наш округ заполярный, Родной, любимый край, Тебе поём мы славу, Живи и процветай! | Pripev Naš okrug zapoljarný, Rodnoj, ljubimý kraj, Tebe pojom my slavu, Živi i procvetaj! | Điệp khúc Khu tự trị vùng cực của chúng ta, Quê hương yêu dấu, Chúng ta hát với vinh quang, Sống và thịnh vượng! |
| Здесь издавна трудятся вместе И ненец, и русский, и коми, И всем есть достойное место В приветливом северном доме. Сердца в унисон наши бьются Под светом полярных сияний: На Севере люди — как братья, Недаром они — северяне! | Zdeś izdavna trudjatśa vmeste I nenec, i russkij, i komi, I vsem jestj dostojnoje mesto V privetlivom severnom dome. Serdca v unison naši bjjutśa Pod svetom poljarnych sijanij: Na Severe ljudi — kak bratjja, Nedarom oni — severjane! | Từ khi làm việc cùng nhau ở đây, Và người Nenets, và người Nga, và người Komi, Và mọi người đều có một nơi đàng hoàng Trong việc chào đón ngôi nhà phương bắc. Với những trái tim đang đập cùng nhau Dưới cực quang: Ở miền Bắc, mọi người - như anh em, Kể cả khi họ là - người phương Bắc!   |
| Припев Наш округ заполярный, Родной, любимый край, Тебе поём мы славу, Живи и процветай! | Pripev Naš okrug zapoljarný, Rodnoj, ljubimý kraj, Tebe pojom my slavu, Živi i procvetaj! | Điệp khúc Khu tự trị vùng cực của chúng ta, Quê hương yêu dấu, Chúng ta hát với vinh quang, Sống và thịnh vượng! |
| Здесь много и газа, и нефти, Богато оленями стадо, Полны свежей рыбою сети, Другой нам Отчизны не надо! Поём тебя, Ненецкий округ, Великой России опора. Да здравствует Север любимый — Бескрайние тундры просторы.             | Zdeś mnogo i gaza, i nefti, Bogato oleńami stado, Polny svežej ryboju seti, Drugoj nam Otčizny ne nado! Pojom tebja, Neneckij okrug, Velikoj Rossii opora. Da zdravstvujet Sever ljubimý — Beskrajnije tundry prostory.                  | Có rất nhiều khí và dầu, Một đàn hươu giàu có, Một chiếc lưới đầy cá tươi, Chúng ta không cần thêm một quê hương nữa! Chúng tôi hát về Người, Khu tự trị Nenets, Với sự hỗ trợ của nước Nga vĩ đại! Hoan nghênh vùng đất phương Bắc yêu thích ra ngoài - Của vô số sự mở rộng của lãnh nguyên. |

### Tiếng Nenets
Ңарка Россияна" енабцэй
Округңэсь, сит хынтабива"!
Таңгана мэбета яхана
Ңэрмва" пилибт" илея!
Мэёвна перена форпоства"-
Российской Державана" сюдбя.
Мэнена сое"ма яна" ед
Сава илебцва" миңая!
Ңэрм яхы маня" округвов",
Сямянхат юнета ява,
Тисьдева саву"ламбадава"
Ңоб" нерня" вадёдан".
Ненэцял, луцарэй, ңызмарэй ңод"
Ңахэт ивъерэй манзара".
Ңобкана мэта Ңэрм хардаханов
Хусувэна" мэта яда таняңов.
Ялумбэй Ңэрм харпорма серэй
Сейкуна мал' ңобнзер" ла"нарңа.
Ңэрм яхяна хибярир нятнарха,
Ңадьбята малмбоё ңэрмдерараха".
Ңэрм яхы маня" округвов",
Сямянхат юнета ява,
Тисьдева саву"ламбадава"
Ңоб" нерня" вадёдан".
Тюкона я' инд",я' тебтар ңока.
Выңгы тэрэй ңобтарем' ңоков.
Халя нямзэхэ", поңган' еремга.
Ңани тэнз я нянана" ни тара"!
Россияна" енабцңэ мэтаңэсь,
Ненэця округ, сит хынотамбивов.
Сюдбя Россияна" енабцңэсь,
Мэнена Ңэрмва" тяха" мирнаёв.
Ңэрм яхы маня" округвов",
Сямянхат юнета ява,
Тисьдева саву"ламбадава"
Ңоб" нерня" вадёдан".